# Galdo degli Alburni
Galdo degli Alburni (o semplicemente Galdo) è una frazione del comune di Sicignano degli Alburni, in provincia di Salerno, ricompresa nel Parco nazionale del Cilento e Vallo di Diano.

## Storia
Precedentemente comune, fu assorbito in quello di Sicignano degli Alburni nel 1928.
Da ricordare la sosta di una notte di Garibaldi in una taverna, anticamente situata sulla Strada Statale 19, località Taverna dell'Olmo. Nella zona di Scalo Galdo importante il ritrovamento di monete romane che simboleggiano il passaggio nel 73 a.C. di Spartaco.
Dal 1811 al 1860 ha fatto parte del circondario di Postiglione, appartenente al Distretto di Campagna del Regno delle Due Sicilie.
Dal 1860 al 1927, durante il Regno d'Italia ha fatto parte del mandamento di Postiglione, appartenente al Circondario di Campagna.

## Geografia fisica
Situata a nord del Cilento ed ai piedi dei Monti Alburni, è situata a ridosso di Sicignano e del suo castello, con la quale è congiunta da un ripido sentiero a scalinata. Raggiunto da una strada carreggiabile terminale, snoda il suo abitato in una forma a "ventaglio" ed è attraversato dal torrente San Pietro. Da Sicignano (vicinissima in linea d'aria), via strada dista circa 12 km.
Fra le piccole località sicignanesi, le vicinali di Galdo sono Bauso, Cerzolle, Galdo Scalo, S. Giuseppe, Taverna Castello e Varamanna.

## Monumenti e luoghi d'interesse
Il paese è per la gran parte costituito da un abitato medievale piuttosto ben conservato. I principali edifici storici sono la chiesa della Santissima Annunziata, risalente al Duecento ridotta ormai a rudere, e la chiesa parrocchiale di Santa Maria dei Magi, realizzata nel XV secolo. 
Dal punto di vista naturalistico, trovandosi all'ingresso del parco cilentano è immerso nel contesto boschivo degli Alburni; il piccolo torrente San Pietro, che lo attraversa, a monte dell'abitato ha creato delle piccole cascate.

## Infrastrutture e trasporti
Il paese dista 3 km dalla SS 19 e circa 12 dallo svincolo Sicignano dell'Autostrada A3, laddove si trova anche l'omonima stazione ferroviaria. Sempre ferroviariamente conta una stazione sulla linea (attualmente chiusa) Sicignano-Lagonegro. La stazione, a circa 9 km, si trova sulla SS 19 nella contrada di Galdo Scalo. È dotata di un fabbricato viaggiatori a 2 piani, 2 binari di servizio ed un tronchino merci.

## Voci correlate

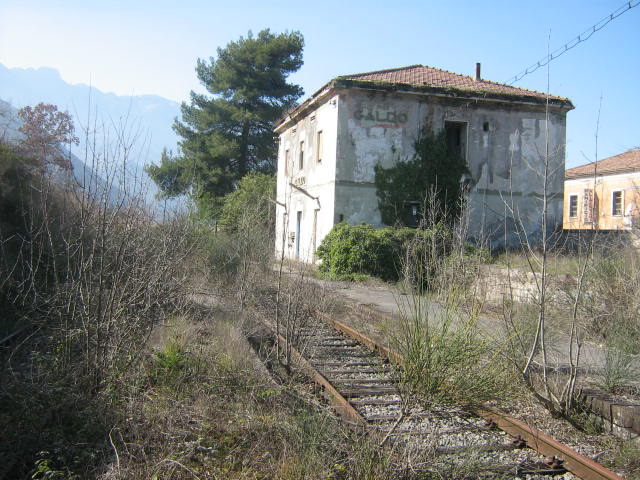
Stazione ferroviaria di Galdo